# Nyamuragira
Nyamuragira är en aktiv vulkan längst österut i Kongo-Kinshasa, cirka 25 km norr om Kivusjön. Den har en höjd på 3 055 meter över havet, och har ofta utbrott.